# パスタ・プリマヴェーラ
パスタ・プリマヴェーラ（伊: pasta primavera）は1970年代に生まれたイタリア系アメリカ料理。「プリマヴェーラ」は「春」を意味する。野菜を主体にしたクリーム系パスタの一種である。

## 発祥

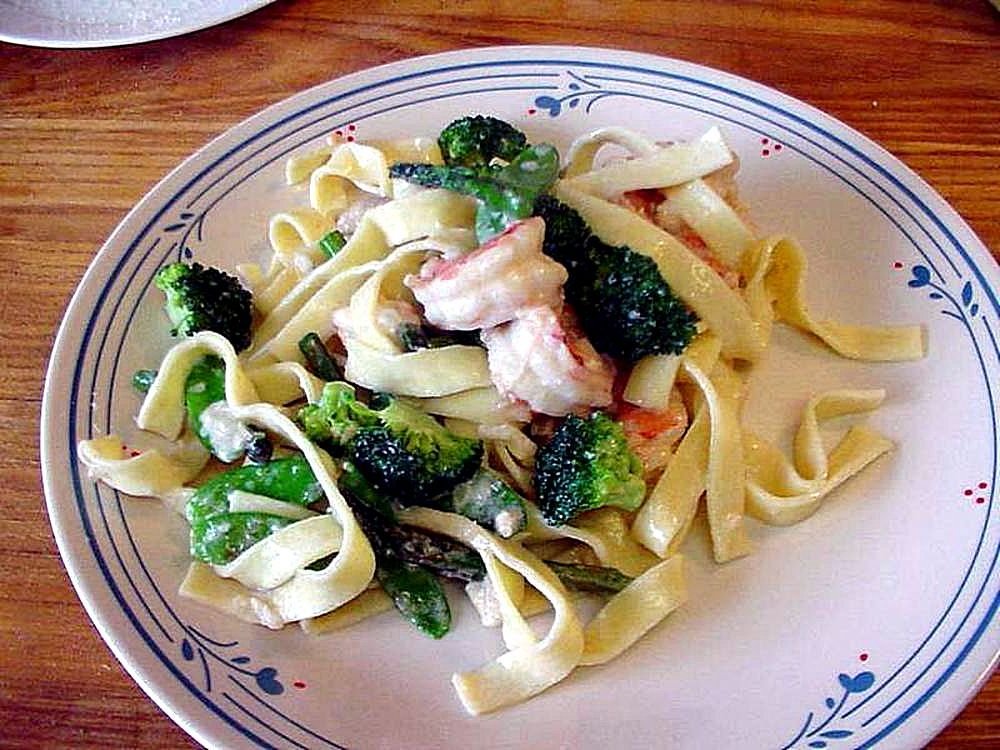
エビとブロッコリーを用いたパスタ・プリマヴェーラ。

1975年、ニューヨークの料理店主シリオ・マッチョーニは、イタリア人のカルロ・アマート男爵がカナダのノバスコシア州ロバーツ島に所有する避暑用の別荘邸「シャングリラ・ランチ」に招かれた。マッチョーニは帯同した熟練のシェフ2名とともにジビエや魚を用いた創作料理を提供したが、やがて男爵とそのゲストは何か別のものを作るよう求めた。そこでマッチョーニはバター、クリーム、チーズを野菜と合わせたパスタ料理を作り、そのレシピを持ち帰った。
パスタ・プリマヴェーラが広く知られるようになる第一歩は、マッチオーニが経営するニューヨークのレストラン、ル・シルクだった。当初はメニューに載らない特別料理だったが、1977年にクレイグ・クレイボーンとピエール・フラネがニューヨーク・タイムズ紙に寄稿したレシピ入り紹介記事によって知名度が高まった。2020年代時点で、米国のイタリア料理店では定番のメニューである。
料理の発案者については異論もある。マッチオーニは前述のようにノバスコシア滞在中に妻のエジディアーナが手元の食材から即興で作ったと回想しているが、料理本の著者エドワード・ジョッビは、自身で考案した同様の料理をマッチオーニと当時ル・シルクの料理長だったジャン・ヴェルニュに見せ、ヴェルニュがそれにわずかに手を加えたと述べている。ただしマッチオーニによれば、ヴェルニュを始めとするフランス人シェフはル・シルクでパスタを調理することを拒んでいた。そのため、多くの客が注文するパスタ・プリマヴェーラは、シェフの目に入らないように、廊下に設置した鍋で茹でられ、ダイニングルームでウェイターによって仕上げられていたという。
シェフのフランコ・ブリガンディは、ニューヨークのイル・ガット・パルド・リストランテの給仕長を務めていた間にこの料理を考案したと主張している。ブリガンディによると「プリマヴェーラ」の命名も自身であり、当時は女性顧客のランチ需要に応えられる軽いパスタ料理が少なかったことが創作の動機だった。その後、テレビのグルメ番組の草分けだったボブ・レイプの番組で取り上げられたことでこの料理が一躍有名になったのだという。

## 評価
軽く火を通した野菜とパスタの組み合わせは、クレイボーンとフラネによって「マンハッタンで今もっとも話題の料理」と評された。現代では1970年代の米国における食の革命を象徴する事例の一つとして広く認められている。

## 調理法
ル・シルクのレシピでは以下の野菜が用いられていた。
- ブロッコリー
- ズッキーニ
- アスパラガス
- サヤインゲン
- グリーンピース
- マッシュルーム
- 角切りトマト

パスタとしてはスパゲッティが使われた。ソースのベースはチキンブロス、バター、生クリーム、オリーブオイルであり、味付けはハーブ類や松の実、パルメザンチーズ、トウガラシなどで行われた。
現代の一般向けレシピでは、タマネギ、エシャロット、ソラマメ、ベビーリーキ、パプリカなども含め、春から夏にかけて旬となる各種の野菜を用いることが勧められている。野菜はそれぞれ茹でる・蒸す・炒めるなどして歯ごたえが残る程度に火を通し、クリームソースで和える。ソースには野菜コンソメや未熟成チーズなども用いられる。植物性ミルクを用いたヴィーガン版もある。